# Dave Chisnall
Dave Chisnall (Merseyside, 1980. szeptember 12. –) angol dartsjátékos. 2007-től 2011-ig a British Darts Organisation, majd 2011-től a Professional Darts Corporation tagja. 2010-ben világbajnoki döntőt játszott a BDO-nál. Beceneve "Chizzy".

## Pályafutása
Chisnall 2007-ben kezdte karrierjét a BDO-nál. Ott a legnagyobb sikere egy világbajnoki második hely volt. A döntőben a BDO legrangosabb játékosa, Martin Adams múlta felül. A siker után 2011-ben Chisnall átment a BDO-nál nagyobb színvonalat képviselő PDC-hez. 2011 januárjában elnyerte Pro-Tour kártyáját, amely feljogosította őt a UK Openen való részvételhez. Itt a negyeddöntőben búcsúztatta Wes Newton, miután 3 meccset megnyert. 2012-ben részt vett élete első PDC-világbajnokságán. Itt óriási meglepetésre kiejtette a tizenhatszoros világbajnok Phil Taylort, miután az első körben legyőzte honfitársát, Mark Dudbridget. A harmadik körben állította meg a döntőig menetelő Andy Hamilton. A következő világbajnokságon szintén a harmadik körig menetelt, itt az ausztrál Simon Whitlock állította meg. 2014-ben már az első körben kikapott a skót John Hendersontól. 2015-ben a második körben ért véget számára a világbajnokság, az ifjú holland Benito van de Pas győzte le. 2016-ban ismét a legjobb 16-ig menetelt, viszont 2017-ben sikerült a negyeddöntőig is eljutnia, itt a későbbi döntős Gary Anderson győzte le.
A 2021-es PDC-dartsvilágbajnokságon az elődöntőig jutott. A negyeddöntőben szettet sem veszítve 5–0 arányban verte meg a világelső Michael van Gerwent, a négy között azonban alulmaradt Gary Andersonnal szemben.

## Világbajnoki szereplései

### BDO
- 2009: Első kör (vereség  Martin Adams ellen 2–3)
- 2010: Döntő (vereség  Martin Adams ellen 5–7)
- 2011: Második kör (vereség  Gary Robson ellen 1–3)

### PDC
- 2012: Harmadik kör (vereség  Andy Hamilton ellen 0–4)
- 2013: Harmadik kör (vereség  Simon Whitlock ellen 3–4)
- 2014: Első kör (vereség  John Henderson ellen 2–3)
- 2015: Második kör (vereség  Benito van de Pas ellen 2–4)
- 2016: Harmadik kör (vereség  Peter Wright ellen 3–4)
- 2017: Negyeddöntő (vereség  Gary Anderson ellen 3–5)
- 2018: Első kör (vereség  Vincent van der Voort ellen 0–3)
- 2019: Negyeddöntő (vereség  Gary Anderson ellen 2–5)
- 2020: Harmadik kör (vereség  Jeffrey de Zwaan ellen 3–4)
- 2021: Elődöntő (vereség  Gary Anderson ellen 3–6)
- 2022: Harmadik kör (visszalépett – Covid19 fertőzés)
- 2023: Harmadik kör (vereség  Stephen Bunting ellen 2–4)
- 2024: Negyeddöntő (vereség  Luke Humphries ellen 1–5)
- 2025: Második kör (vereség  Ricky Evans ellen 2–3)

## Döntői

### BDO nagytornák: 1 döntős szereplés
| Történet                 |
| BDO Világbajnokság (0–1) |

| Eredmény | Sorszám | Év   | Bajnokság          | Ellenfél a döntőben | Pontok   |
| Döntős   | 1.      | 2010 | BDO Világbajnokság | Martin Adams        | 5–7 (sz) |

### PDC nagytornák: 6 döntős szereplés
| Történet                          |
| World Grand Prix (0–2)            |
| Grand Slam (0–1)                  |
| The Masters (0–2)                 |
| Players Championship Finals (0–1) |

| Eredmény | Sorszám | Év   | Bajnokság                   | Ellenfél a döntőben | Pontok    |
| Döntős   | 1.      | 2013 | World Grand Prix            | Phil Taylor         | 0–6 (sz)  |
| Döntős   | 2.      | 2014 | Grand Slam of Darts         | Phil Taylor         | 13–16 (l) |
| Döntős   | 3.      | 2016 | The Masters                 | Michael van Gerwen  | 6–11 (l)  |
| Döntős   | 4.      | 2016 | Players Championship Finals | Michael van Gerwen  | 3–11 (l)  |
| Döntős   | 5.      | 2019 | World Grand Prix            | Michael van Gerwen  | 2–5 (sz)  |
| Döntős   | 6.      | 2022 | The Masters                 | Joe Cullen          | 9–11 (l)  |

### PDC World Series of Darts tornák: 2 döntős szereplés
| Történet                    |
| World Series of Darts (0–2) |

| Eredmény | Sorszám | Év   | Bajnokság              | Ellenfél a döntőben | Pontok   |
| Döntős   | 1.      | 2016 | Perth Darts Masters    | Michael van Gerwen  | 4–11 (l) |
| Döntős   | 2.      | 2017 | Shanghai Darts Masters | Michael van Gerwen  | 0–8 (l)  |

1. 1 2 3  (l) = pontszám legekben, (sz) = pontszám szettekben.

## Tornagyőzelmei
| Players Championships - Players Championship (BAR): 2012, 2013 (x2), 2015, 2016, 2017, 2022, 2023 (x2) - Players Championship (CRA): 2011, 2012 (x3) - Players Championship (HIL): 2024 - Players Championship (LEI): 2024 - Players Championship (REA): 2012 - Players Championship (WIG): 2019 (x2) European Tour Events - Baltic Sea Darts Open: 2023 - Belgian Darts Open: 2022 - Danish Darts Open: 2019 - Dutch Darts Championship: 2023 - European Darts Open: 2024 - Flanders Darts Trophy: 2024 - German Darts Championship: 2013 - Hungarian Darts Trophy: 2023 | - BDO Champions Cup: 2010 - BDO Gold Cup: 2007 - BDO International Grand Prix: 2009 - BDO British Open: 2009 - England National Championships: 2008 - Isle of Man Open: 2008 - Lancashire Open: 2009 - Lytham St Annes Open: 2010 - Oldham Open: 2010 - St Joseph Club Open: 2011 - Staffordshire Classic: 2013 - Wales Masters: 2009 |

## Televíziós 9 nyilasai
| Időpont           | Ellenfél     | Torna               | Kombináció                      | Díjazás  |
| ----------------- | ------------ | ------------------- | ------------------------------- | -------- |
| 2015. november 8. | Peter Wright | Grand Slam of Darts | 3 x T20; 3 x T20; T20, T19, D12 | 30 000 £ |